# Уравнение ДГЛАП
Уравнение ДГЛАП (по первым буквам фамилий авторов Докшицер — Грибов — Липатов — Альтарелли — Паризи) — пертурбативное уравнение в квантовой хромодинамике (КХД), описывающее эволюцию партонных распределений при изменении жёсткого параметра (как правило, квадрата переданного импульса, упрощённо — энергии столкновения) в жёстких адронных реакциях. Впервые было опубликовано Грибовым и Липатовым в 1972 году, однако долгое время широко известно было лишь по работе Альтарелли и Паризи 1977 года, поэтому иногда встречается в литературе как уравнение Альтарелли и Паризи. Примерно в это же время (1977 год) было получено и опубликовано Докшицером.
Уравнение эволюции ДГЛАП широко используется в КХД для описания партонных распределений, например, группами CTEQ или NNPDF.